# Kevin Cheng
Kevin Cheng, de son vrai nom Cheng Ka-wing (鄭嘉穎, né le 15 août 1969), est un chanteur et acteur américain d'origine hongkongaise. Révélé en 2004 par son rôle dans la série Hard Fate (en), il est actuellement en contrat avec la chaîne TVB. Il est très connu pour son rôle de L.A. Law dans la série Ghetto Justice (en) de 2011, qui lui vaut de remporter le TVB Anniversary Award du meilleur acteur et l'Asian Television Award du meilleur acteur dans un rôle principal.

## Biographie
Né à San Francisco, Cheng et sa famille s'installent à Hong Kong dès son jeune âge et il y grandit. Il étudie à l'école primaire Wah Yah de l'Association Pun U, au Collège Wah Yan (en) et à l'école internationale de Hong Kong (en), ainsi qu'à l'école secondaire Alhambra aux États-Unis. Pendant ses années d'études, sa mère l'envoie en Chine où il vit avec son oncle pendant deux ans avant de retourner à Hong Kong après que sa mère ait changé d'avis sur la migration aux États-Unis. Il termine ses études secondaires au Canada puis poursuit avec un diplôme en génie civil à l'université d'État de Californie à Los Angeles, mais ne termine pas ses études car son père meurt et il revient à Hong Kong pour être auprès sa mère.

### Carrière

#### 1993–2005
À 16 ans, il participe à un concours de chant organisé par la chaîne de télévision hongkongaise TVB mais abandonne à mi-chemin parce qu'il sent qu'il n'est pas encore prêt à être chanteur. Plus tard, après être revenu à Hong Kong au début de la vingtaine, il décide de reprendre sa carrière de chanteur. Il signe un contrat avec le label PolyGram en 1993 et sort son premier album la même année avec des critiques mitigées. Il est considéré comme un nouveau venu avec un bon potentiel et réussit à remporter plusieurs prix du meilleur nouvel artiste en 1994. Son agent l'aide à lancer sa carrière à Taïwan où il sort plusieurs albums en mandarin et joue dans plusieurs séries télévisées, mais toutes n'ont qu'un succès modéré.
Cheng est remarqué par Mediacorp après avoir joué le méchant Jiang Yulang dans la série télévisée taïwanaise de 1999 The Legendary Siblings (en). Il retourne à Hong Kong, signe un contrat avec TVB l'année suivante et commence à jouer des rôles mineurs dans certaines séries télévisées de la chaîne. En 2004, il tient pour la première fois un rôle de premier plan dans le drama Hard Fate (en).

#### 2006–2010
Cheng devient populaire après avoir interprété Alan Shum dans la série romantique de 2006 Under the Canopy of Love (en) pour laquelle il remporte le TVB Anniversary Award du meilleur acteur. Sa carrière de chanteur décolle également progressivement après que le musicien taïwanais Liu Chia-chang (en) ait composé un single, Helpless (無可奈何), pour lui.  La même année, il sort également un album de compilations cantonaises et donne son tout premier mini-concert.  Niki Chow, Raymond Lam (en) et Miriam Yeung font partie des chanteurs invités pendant son concert.
Cheng tient un autre rôle décisif dans la série policière de 2007 The Ultimate Crime Fighter (en), dans lequel il joue le méchant Aaren Chong et obtient des critiques élogieuses pour sa prestation. Dans la série à suspense de 2008 Last One Standing (en), son interprétation de l'ex-détenu Sing Hei lui vaut d'être acclamé par la critique et les téléspectateurs. Il est également l'un des cinq nommés au TVB Anniversary Award du meilleur acteur en 2008, mais le prix est remporté par Ha Yu (en).
En 2010, Cheng joue le 8e prince dans Startling by Each Step, ce qui lui permet de se faire connaître en Chine.

#### 2011 - aujourd'hui:Ghetto Justice
En 2011, Cheng remporte le prix du meilleur acteur pour son rôle dans Ghetto Justice (en) aux 16e  Asian Television Awards (ATA).
En 2015, il joue dans la série Blue Veins (en) produite par Joe Chan Wai-Kun et tient le rôle d'un chasseur d'humains et de vampires morts-vivants, Ying Wut-zoek, qui a reçu des super pouvoirs immortels il y a 500 ans.

## Vie privée
Le 12 août 2018, après de nombreuses spéculations, Cheng épouse sa petite amie, l'actrice et Miss Hong Kong 2013 Grace Chan (en), à Bali en Indonésie. Leur fils Rafael Cheng naît en février 2019.

## Filmographie

### Cinéma
- 1993 : The Tigers - The Legend of Canton
- 1995 : Hong Kong Graffiti
- 1996 : Boy's?
- 2001 : Fing's Raver
- 2003 : Twilight Tubes Part 3
- 2004 : Instant Marriage
- 2007 : Super Fans
- 2007 : Wonder Women
- 2010 : 72 Tenants of Prosperity
- 2011 : The Woman Knight of Mirror Lake
- 2013 : Ip Man: The Final Fight
- 2013 : Badge of Fury
- 2016 : Poor Rich Dad
- 2018 : Super App
- 2018 : Lucid Dreams
- 2018 : L Storm
- 2018 : Master Z: Ip Man Legacy
- 2019 : P Storm
- 2019 : Invincible Dragon
- 2021 : G Storm

### Télévision
- 1994 : Mind Your Own Business(開心華之里) : Lee Sheung-Jun
- 1999 : The Legendary Siblings (絕代雙驕) : Jiang Yulang
- 2000 : Legend of Heaven and Earth: Mermaid
- 2001 : Shaolin Seven Sets
- 2002 : Network Love Story (一網情深) : Luk Nai-shing
- 2002 : Burning Flame 2 (烈火雄心II) : Mark Kei Hing-tin
- 2002 : Slim Chances (我要Fit一Fit) : Sean Sze
- 2003 : The Threat of Love 2 (LovingYou我愛你2) : Shek Man-kit, Yeung Chi-kwong, Ho Jai, Chung Jai, Cheung Ho-chu, Sam, Lui Bong, Ho Kam-tim
- 2003 : Better Halves (金牌冰人) : Yip Chi-chau
- 2003 : Not Just A Pretty Face (美麗在望) : Wilson Fok
- 2003 : Point of No Return (西關大少) : Chan Kai-tong
- 2003 : Life Begins at Forty (花樣中年) : Ken Ying
- 2004 : Hard Fate (翡翠戀曲) : Ken Leung Ka-ming
- 2004 : Split Second (爭分奪秒) : Vincent Wong Ka-fai
- 2005 : Yummy Yummy : Chan Kar-lok
- 2006 : Under the Canopy of Love (天幕下的戀人) : Alan Shum Long
- 2006 : Trimming Success (飛短留長父子兵) : Jason Fan Tin-long
- 2006 : Placebo Cure (心理心裏有個謎) : Joe Cheung
- 2007 : Life Art' (>寫意人生) : Ryan Fong
- 2007 : Devil's Disciples (強劍) : King Lui
- 2007 : The Ultimate Crime Fighter (通天幹探) : Aaron Chong Man-hei
- 2008 : The Seventh Day (最美麗的第七天) : Wayne Yau Chi-wing
- 2008 : Forensic Heroes 2 (法證先鋒II) : Ivan Yeung Yat-sing
- 2008 : Last One Standing (與敵同行) : Cheung Sing-hei
- 2009 : Burning Flame 3 (烈火雄心3) : Rex Cheuk Pak-yu
- 2009 : Beyond the Realm of Conscience (宮心計) : Ko Hin-yeung
- 2010 : A Fistful of Stances (鐵馬尋橋) : Ku Kin-shing / Ku Yu Cheung
- 2010-2011 : Home Troopers (居家兵團 ) : Joseph Chukot Ching
- 2011 : Only You (只有您) : Summer Ha Tin-sang
- 2011 : Ghetto Justice (怒火街頭 ) : LA Law Lik-ah (Law Ba)
- 2011 : Scarlet Heart (步步驚心) : Yunsi
- 2012 : Mystery in the Palace (深宮諜影) : Getai
- 2012 : Gloves Come Off (拳王) : Tong Sap Yat
- 2012 : Ghetto Justice 2 (怒火街頭2) : LA Law Lik-ah (Law Ba)
- 2012 : Hero (英雄) : Fu Chai
- 2013 : Ip Man (葉問) : Yip Man
- 2015 : Eye in the Sky (天眼) : Szeto Shun
- 2016 : Blue Veins (殭 ) : ing Wuet Tseuk
- 2017 : Destination Nowhere (迷) : Man Kiu-Pak
- 2017 : Taichi (太极宗师之太极门)
- 2018 : Deep in the Realm of Conscience (宫心計2深宫計) : Empereur Lee Tai Hua
- En production : Kids’ Lives Matter (兒科醫生) : Dr. Jonathan Hui Kam-fung

## Discographie

### Albums
- 1993 : Kevin 鄭嘉穎
- 1994 : 全因身邊有
- 2006 : Kevin 鄭嘉穎新曲加精選 Compilation + Nouvelles chansons
- 2013 : 說來話長 Album en madarin

### Chansons de séries TVB
- 2005 : 與朋友共 (With Friends) : Yummy Yummy : Chanté avec Raymond Lam
- 2005 : 三角兩面 (Three Corners With Two Sides) : Yummy Yummy
- 2006 : 愛平凡 (Love Ordinary) : Trimming Success
- 2006 : 請講 (Please Say) : Under the Canopy of Love : Chanté avec Niki Chow
- 2007 : 活得寫意 (Live an Enjoyable Life) : Life Art
- 2007 : 強劍 (Sacred Sword) : Devil's Disciples : Chanté avec Bosco Wong
- 2008 : 最美麗的第七天 (The Most Beautiful Seventh Day) : The Seventh Day
- 2008 : 抱著空氣 (Embracing the Air) : The Seventh Day : Chanté avec Niki Chow
- 2009 : 有意 (Intentions) : Burning Flame 3 : Chanté avec Myolie Wu
- 2010 : 雪下思 (Thinking Under Snow) : A Fistful of Stances
- 2012 : 一擊即中 (One-Shot Hit) : Gloves Come Off

### Autres
- 2006 : Put Your Hands Up : Thème de la coupe du monde 2006, avec Raymond Lam, Ron Ng et Bosco Wong

## Récompenses

### TVB Anniversary Awards

#### Remporté
- 2006 : Best Actor in a Leading Role : Alan Shum Long dans Under the Canopy of Love
- 2011 : Best Actor in a Leading Role : Law Lik-ah dans Ghetto Justice
- 2011 : My Favourite Male Character : Law Lik-ah dans Ghetto Justice
- 2011 : TVB.COM Popularity Award

#### Nommé
- 2004 : My Favourite Male Character : Kent Leung Ka-Ming dans Hard Fate
- 2006 : Best Actor in a Leading Role : Alan Shum Long dans Under the Canopy of Love
- 2006 : My Favourite Male Character : Alan Shum Long dans Under the Canopy of Love
- 2006 : Most Improved Actor Nomination
- 2007 : Best Actor in a Leading Role : Ging Lui dans Devil's Disciples
- 2007 : My Favourite Male Character : Aaren Ching Man-Hei dans The Ultimate Crime Fighter
- 2008 : Best Actor in a Leading Role : Cheung Sing-Hei dans Last One Standing
- 2008 : My Favourite Male Character : Cheung Sing-Hei dans Last One Standing
- 2008 : Most Fashionable Charming Artist
- 2009 : Best Actor in a Leading Role : Rex Cheuk Pak-Yu dans Burning Flames 3
- 2009 : My Favourite Male Character : Ko Hing-Yeung dans Beyond the Realm of Conscience
- 2011 : My Favourite Male Character : Law Lik-ah dans Ghetto Justice
- 2011 : Best Actor in a Leading Role : Law Lik-ah dans Ghetto Justice
- 2011 : TVB.COM Popularity Award

### Autres
- 1994 : Metro Radio Golden Song Awards — Best New Artist
- 1994 : TVB Jade Solid Gold Music Awards — Most Popular Newcomer (argent)
- 1994 : RTHK Top 10 Chinese Song Awards — Most Promising Newcomer (bronze)
- 1994 : Commercial Radio Music Awards — Best New Artist (gold)
- 2003 : Men's Uno — Stylish Actor
- 2004 : Hong Kong Designer Awards — Top 10 Best Dressed People
- 2005 : Malaysia Astro Wah Lai Toi Awards — Favourite Character (Leung Ka-ming dans Hard Fate)
- 2006 : TVB Magazine Popularity Awards — Top 10 Most Popular TV Character (Alan dans Under the Canopy of Love)
- 2006 : TVB Magazine Popularity Awards — Most Popular Magazine Cover (avec Niki Chow)
- 2006 : Jessica Magazine — Extraordinary Charm
- 2006 : TVB Children Song Awards — Top 10 Children Songs & Children Songs Gold Award pour Keroro (军曹)
- 2006 : TVB Jade Solid Gold Best Songs Round 2 — Most Popular Mandarin Song pour Helpless (無可奈何)
- 2006 : TVB8 Gold Songs 2006 4th Quarter Selections — Gold Song pour Helpless (無可奈何)
- 2006 : TVB 39th Anniversary Awards — Best Actor in a Leading Role (Alan dans Under the Canopy of Love)
- 2007 : Malaysia Astro Wah Lai Toi Awards — Favourite Character (Chan Ka-lok dans Yummy Yummy)
- 2007 : Hong Kong Media Top 10 Artist Awards — 4e Place
- 2007 : Hong Kong Media Top 10 TV Program Awards — 9e Place (Under the Canopy of Love)
- 2008 : Malaysia Astro Wah Lai Toi Awards — Favourite Character (Alan dans Under the Canopy of Love)
- 2008 : Malaysia Astro Wah Lai Toi Awards — Favourite Theme Song (請講 de Under the Canopy of Love)
- 2008 : Malaysia Astro Wah Lai Toi Awards — Favourite On-Screen Couple (Kevin Cheng et Niki Chow)
- 2011 : My Astro On Demand Awards — Best Actor (Ghetto Justice)
- 2011 : My Astro On Demand Awards — My Top 15 Favourite Characters (Law Lik-ah dans Ghetto Justice)
- 2011 : Asian Television Awards 2011 — Best Actor in a Leading Role (Law Lik-ah dans Ghetto Justice)
- 2011 : Beijing's TV Drama Awards Made in China 2011 — Most Popular Network Actor of the Year Award (Ghetto Justice)